# Мил Спрингс (Мисури)
Мил Спрингс (енгл. Mill Spring) град је у америчкој савезној држави Мисури.

## Демографија
По попису из 2010. године број становника је 189, што је 30 (-13,7%) становника мање него 2000. године.
| Група             | 2000.       | 2010.       |
| Белци             | 211 (96,3%) | 183 (96,8%) |
| Афроамериканци    | 0 (0,0%)    | 2 (1,1%)    |
| Азијати           | 0 (0,0%)    | 0 (0,0%)    |
| Хиспаноамериканци | 0 (0,0%)    | 1 (0,5%)    |
| Укупно            | 219         | 189         |